# Robert Feke

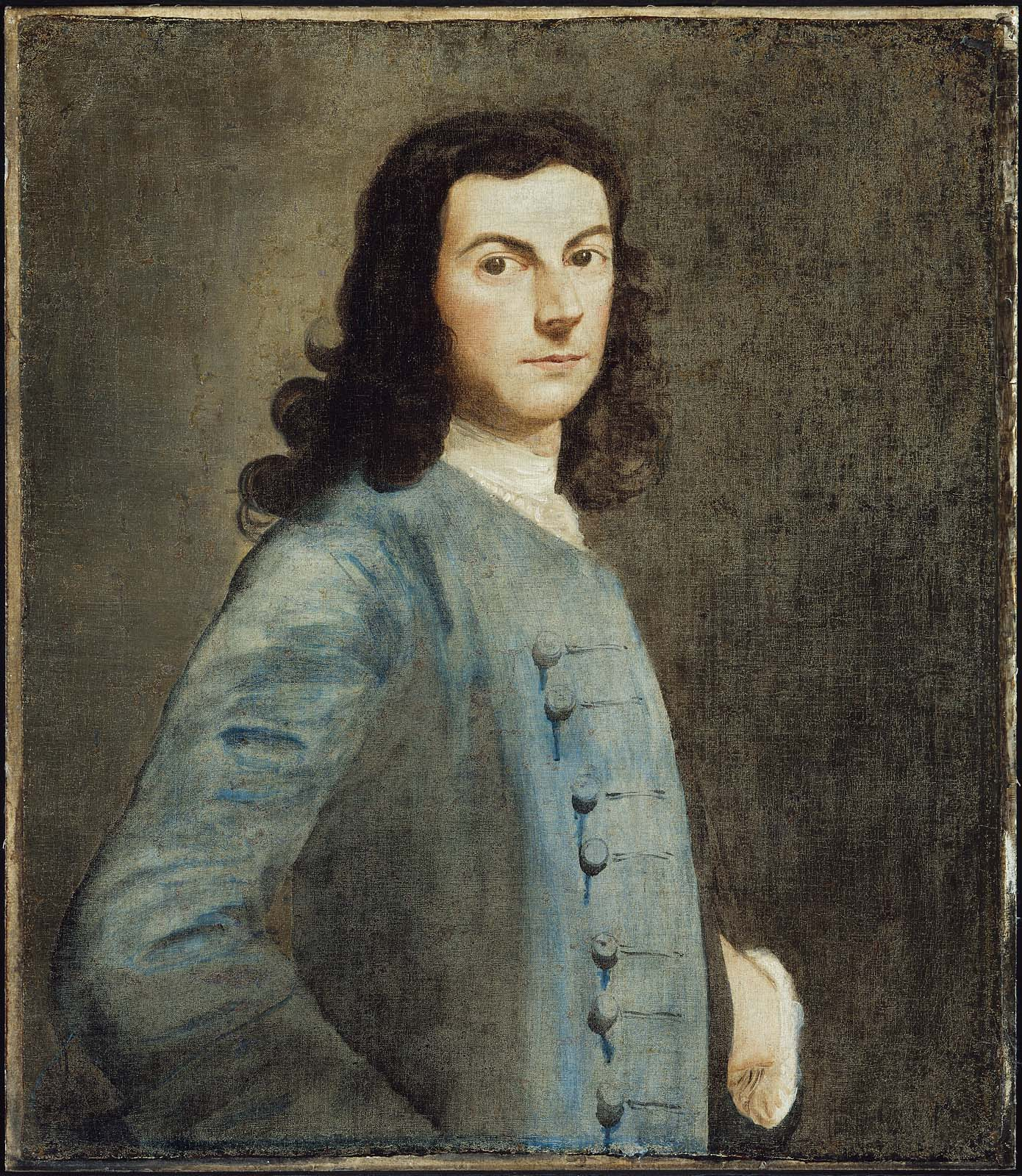
Un autorretrato de Robert Feke.

Robert Feke (c. 1705, Long Island, Nueva York-c. 1750, West Indies) fue un pintor nacido en el actual territorio de Estados Unidos durante la época colonial británica. Poco se sabe con seguridad de su formación artística o de detalles biográficos seguros, afirmándose historias tales como que ejerció de marinero y realizó largos viajes. Su obra incluye hasta 15 obras datadas y firmadas con seguridad y hasta medio centenar más que se le pueden atribuir por afinidad estilística y temática. Trabajó en Boston y en Newport, Rhode Island. Su producción se centró casi exclusivamente en retratos donde inmortalizó a las clases acomodadas de las Trece Colonias. Si bien pocas veces penetra en la psicología del retratado, y frecuentemente su estilo se muestra desmañado y rígido, su labor pictórica se ha valorado por lo brillante del cromatismo, la precisión naturalista de las texturas y la vitalidad de la composición.